# Leptothorax emeryi
Leptothorax emeryi är en myrart som beskrevs av Santschi 1923. Leptothorax emeryi ingår i släktet smalmyror, och familjen myror. Inga underarter finns listade i Catalogue of Life.